# Backpack-Journalismus
Beim Rucksackjournalismus ist der Journalist meist in schwer zugänglichen Gegenden als Backpacker (Rucksacktourist) unterwegs. Dabei führt er eine umfassende technische Ausstattung (Laptop, Camcorder, Digitalkamera etc.) mit sich, die ihm ermöglicht, mehrere journalistische Rollen wie die eines Reporters, Redakteurs oder Fotografs in Personalunion auszuüben.

## Definition und Charakteristika
"Die grundlegende Idee des Genres liegt darin, die Rezipienten an den eigenen Erfahrungen und Erlebnissen direkt und unmittelbar teilnehmen zu lassen." Dies geschieht in erster Linie über das World Wide Web, und hier die Sozialen Medien. Dadurch kann der Rucksackjournalist direkt mit den Rezipienten interagieren.
Entstanden ist der Rucksackjournalismus etwa Mitte der neunziger Jahre in den USA. Die New York Times startete damals das Projekt "Video News International" (VNI). Dabei wurden Printjournalisten und Fotografen gezielt in der Nutzung hochwertiger, digitaler Videokameras geschult. Die ausgebildeten journalistischen Alleskönner sollten dazu beitragen, dass Fernsehanstalten vermehrt über internationale Konflikte berichteten, so die Intention des Projekts. Eine Stärkung erfuhr das Genre Rucksackjournalismus schließlich durch die Terroranschläge vom 11. September 2001 und die nachfolgenden Ereignisse. Zahlreiche Augenzeugenberichte mobiler Reporter wurden gesendet, so auch von größeren Nachrichtenorganisationen wie der American Broadcasting Company (ABC) und der "National Broadcasting Company" (NBC).

## Abgrenzung zum mobilen Journalismus
Der Rucksackjournalismus ist mit dem mobilen Journalismus verwandt. Wie bei diesem werden auch beim Rucksackjournalismus mehrere journalistischen Rollen von einem Journalisten übernommen. Seit dem Aufkommen des Smartphones ist dies mittels eines einzigen Geräts möglich, so dass der Rucksack nicht mehr in erster Linie als Transportmittel für die verschiedenen Geräte dienen muss. In Abgrenzung zum mobilen Journalismus versteht sich der Rucksackjournalismus jedoch als Outdoor-Journalismus, so dass der Rucksack weiterhin zur Verpflegung und Selbstversorgung erforderlich ist.

## Potenzial und Kritik
Die zunehmende Popularität von Onlinevideos führt nach Einschätzung von Beobachtern zu einem vermehrten Bedarf an Rucksackjournalisten. Mit "FastCast" gibt es beispielsweise ein österreichisches Start-up, das gezielt Rucksackjournalisten für die Erstellung von Onlinevideos einsetzt.
Die Kritik am Rucksackjournalismus setzt vor allem bei den Motiven der Verlage für diese Form des Journalismus und den Arbeitsbedingungen der Rucksackjournalisten an. Es bestehe die Gefahr, "dass von Medienunternehmen unter dem Etikett „Backpack Journalism“ sämtliche Produktionsprozesse und Kompetenzen für die Berichterstattung, für die bisher ein größeres Team zuständig war, auf eine Person übertragen werden, um Kosten zu sparen."